# Walter Buller

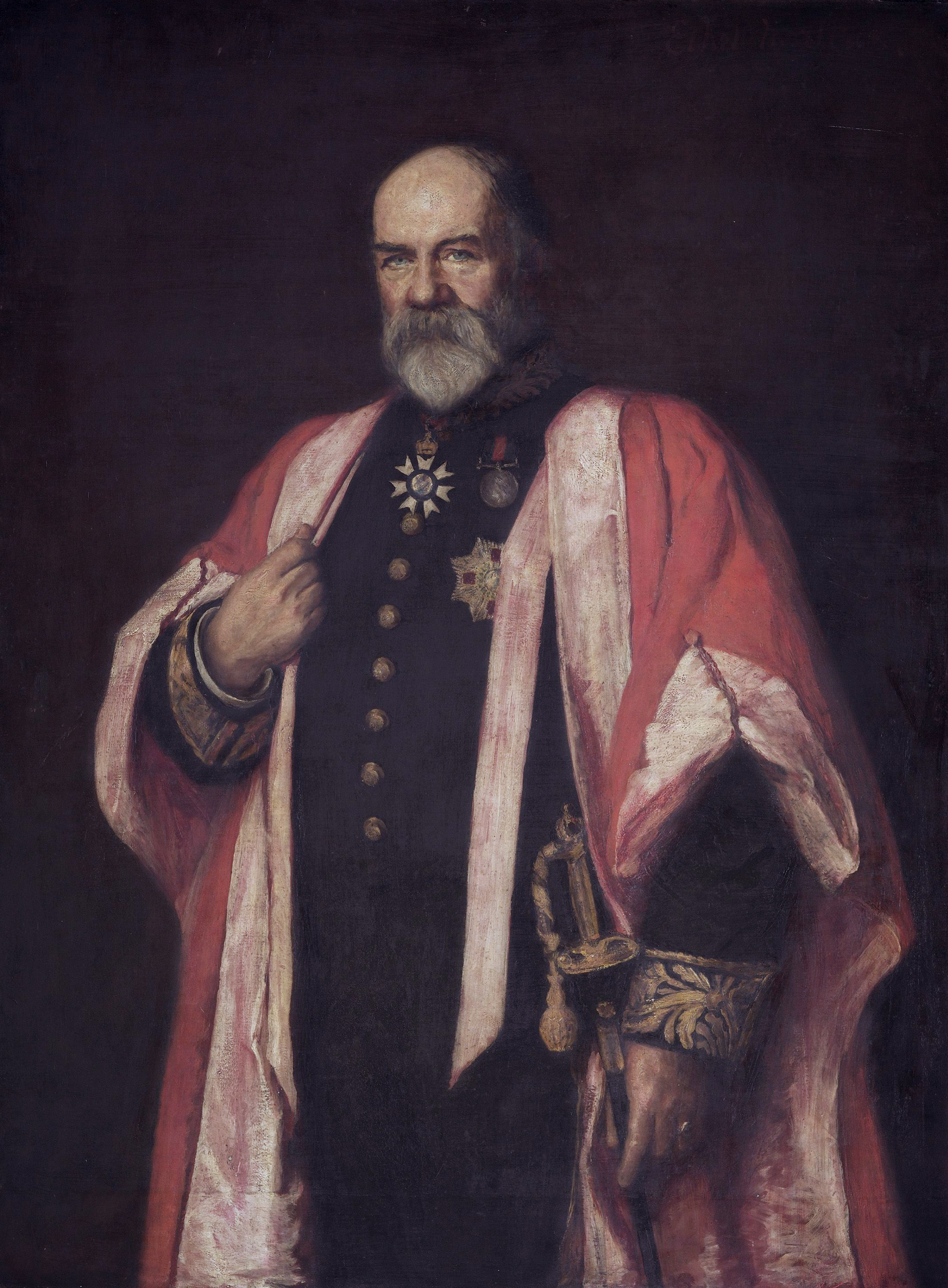
Sir Walter Lawry Buller

Sir Walter Lawry Buller (9 de Outubro de 1838 - 19 de Julho de 1906) foi um advogado, naturalista e ornitólogo neozelandês.

## Biografia
Buller foi o autor de A History of the Birds of New Zealand (1872-1873, 2nd ed. 1887-1888), com ilustrações de John Gerrard Keulemans. Em 1882 escreveu o livro Manual of the Birds of New Zealand como uma alternativa mais popular e barata. Em 1905, publicou em dois volumes Supplement to the History of the Birds of New Zealand, actualizando desta forma a sua obra anterior.
Buller nasceu em Newark, na região de Bay of Islands, sendo o filho de um missionário da Cornualha. Estudou no Wesley College de Auckland. Em 1854, mudou-se para Wellington com os seus pais, onde estabelece amizade com o naturalista William Swainson. Em 1859 foi nomeado Native Commissioner for the Southern Provinces. Em 1871 viajou à Inglaterra. Três anos depois regressou a Wellington e exerceu como advogado.
Buller foi ministro do governo de 1896 a 1899. Posteriormente, emigrou para a Inglaterra. Morreu em Fleet, Hampshire.